# ナイキ エアマックス
エアマックス（AIR MAX）は、ナイキから製造、販売されるランニングスシューズのシリーズである。初代エアマックスは1987年3月発表。デザイナーはティンカー・ハットフィールド。世界初のビジブルエア搭載のシューズである。

## ビジブルエアの誕生
当時ナイキ製のエアバッグ搭載シューズには、シューズに体重がかかった際にエアバッグの圧の逃げ場がなかったため、走破性が不安定になることが懸念されていた。その問題を解決するに当たり、デザイナーのティンカー・ハットフィールドは試験的にミッドソールに大きな窓を開けることを考案した。この考えはティンカーがパリを訪れた際、ポンピドゥーセンターを観て、「外から中の構造がみえている」という建築デザインから着想を得たものである。これが「ビジブルエア」の誕生であり、以後、人類はエアを「履く」ばかりか「見る」こととなる。ちなみに、1987年最初期ロットのエアマックス1のみ、ほかのエアマックス1と比較し、若干ミッドソールのウインドウが大きい。

## ネーミング
ミッドソールに開けたウインドウから適度な圧が解放されるようになり、エアバッグにより多量のエアを充填できることとなった。このことから、エアマックスに搭載されているエアバッグは「マキシマムエア」や「マックスエア」と呼称されることとなる。この「エアマックス」という製品名に関してかなり厳格であり、舗装路用ランニングシューズでビジブルエア搭載かつ最大容量のエア搭載の最上位モデルにその名が冠せられることとなった。ただしこのネーミングに関しては、当時からエア・スタブやエア180、エアクラシックBWなどの例外も存在し、エアマックスCB34やエアノモマックスなどランニングシューズ以外にも適用されるようになっている。また現在では、最上位モデルのシューズでない所謂廉価版シューズであってもエアマックスと冠するシューズが存在するなど、その呼称に関しては当時ほど厳格ではない。

## ビジブルエア登場後の反響
エアが「見える」という斬新性に加え、シンプルなデザインや通気性から瞬く間に人気シューズとなり、市場に大きな影響を与えた。その後のエアマックスは所謂「ハイテクシューズ」の象徴とも言える位置づけに至る技術にまで進化する。当時のナイキはバスケットボール市場で大成功を収め、一躍世界の大企業へと登壇した。ここでナイキはこの新たな技術に対し「Air Revolutions」と題した数多くのプロモーションを打ち出し、万人の運動能力向上の技術を謳った。しかし一方で、ビジブルエアによって運動能力が向上するという科学的根拠は薄く、ナイキのプロモーションは過剰広告ではないかという懸念も生じている。ビジブルエアが運動能力や故障防止にどれだけ寄与するかという問題は、現在でも数多くの議論・検討がなされている。
また後述するエアマックス95が日本において社会現象を巻き起こすなど、当時のストリートシーンの熱狂を煽動するほどまでに大きな影響を与えた。

## 歴代のエアマックス代表モデル

### 初代エア

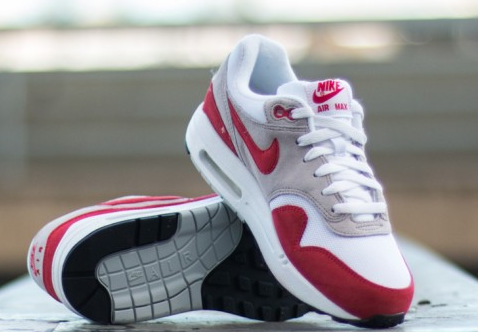
エアマックス1

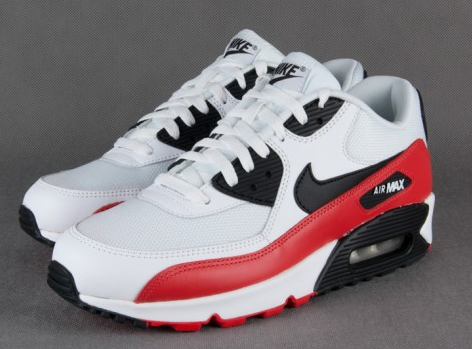
エアマックス90

エアマックス1前述記事を参照
エアマックスライトミッドソールの前足部にファイロンフォーム、後足部にウレタンフォームという2つの異なる素材をインターロッキングという手法で結合させたモデル。アッパーにはTPU（熱可塑性ポリウレタン）を用いている。
エアスタブエアバッグにかかる圧を均一かつ安定化させるため、フットブリッジというパーツを内蔵した。スタブという名称は「Stability」に因んでいる。
エアマックス90アッパーのサイドに斜めがかったTPUパーツを用い、走る際の速さを表現している。またビジブルエアを強調するために、ウインドウの周囲にカラーリングを施した初のAIR MAXである。このモデルのインソールに、1991年から「ナイキインターナショナル」のロゴ表記が初めて用いられた。また、現在に至るまでナイキの象徴色とも言える「インフラレッド」をミッドソールに落とし込んでいるが、これはビジブルエアをより視覚的に強調するための策である。
エアクラシックBW発売当時はエアマックス4という名前であったが、後に改名。「BW」＝「Big Window」の名のごとく、ウインドウを従来より広くしていることが特徴。

### 180°エア
エア180ビジブルエアをアウトソールからも180度可視化した初のモデル。ティンカー・ハットフィールドがデザインを手がけ、ブルース・キルゴアもその一役を担った。アッパーにはダイナミックインナースリーブを搭載し、フィット性を強化している。後に「エアマックス180」と名称を変える。

### 270°エア

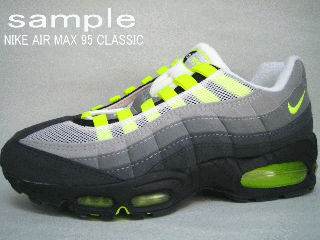
エアマックス95

エアマックス93270°ビジブルエアを搭載。270°からエアを見せるデザインは、取っ手のついたプラスチック製ミルク瓶から着想を得たとされている。このエアバッグは射出成型（ブローモールディング）様式によって成型されており、より均一なエアバッグの成型が可能となった。スウッシュとエアバッグの色が統一された初めてのモデルでもある。
エアマックス94エアバッグを2つの「部屋」に分け異なる圧に設定している（マルチチャンバーエア）。それぞれ5psiと25psiに設定されており、高い方はクッショニングに、低い方は安定性に寄与している。アッパーにはハラチシステムを搭載し、メッシュ素材は金属パーツを用いている。
エアマックス95日本における第一次スニーカーブームの火付け役となったモデル。世界中で法外なプレミアム価格で販売され、エアマックス狩りなる社会問題まで引き起こすに至った。販売当初は単に最新型「エアマックス」と呼ばれていたが、販売された年号から「エアマックス95」と呼ばれるようになった。フォアフットにビジブルエアを搭載した初のモデルでもある。デザイナーはセルジオ・ロザーノ。人体の骨格と筋肉をモチーフとしたデザインとなっており、アッパーはトレイルランニングでも汚れが目立たないよう配慮しグラデーションカラーにし、通気性を考慮しメッシュ素材も積極的に用いている。
エアマックス96第一次スニーカーブーム終焉時期に発売されたモデル。技術的には前年のAIR MAXのソールのエアチャンバーの配置換えをしたのみであった。1996年秋冬モデルと1997年春夏モデルが存在し、とくに秋冬モデルが「エアマックス97」となるはずであったが、人気を得ることができず、後述のエアマックス97が正式な名称を関したモデルとなり、春夏モデルは後にエアマックス96−2と呼ばれることとなる。
エアマックス2702018年に発表されたエアマックス。ヒール部分に270°ビジブルエアを搭載しており、アッパーはエンジニアードメッシュのバージョンとフライニット素材のバージョンがある。2018年当時、ナイキ史上最大容量のヒールエアを搭載していたが、翌2019年発売のエアマックス720はさらなる容量のエアを搭載するに至る。

### フルレングスビジブルエア
エアマックス97通称「サイバーマックス」。デザイナーはクリスチャン・トレッサ―。日本の新幹線の形状と、池に広がる水の波紋から着想を得たデザインや、マウンテンバイクから着想を得たメタリックな色が近未来を彷彿とさせ、日本において失われたハイテクスニーカー人気に再び火をつけることとなった。フルレングス・ビジブルエアを搭載した初のモデル。
エアマックス2003セルジオ・ロザーノがデザインしたものだが、同じくデザインを手がけたエアマックス95とはテイストが異なり、極めてシンプルなデザインに仕上がっている。ソールはエアマックス97と同様のフルレングス・ビジブルエアだが、ミッドソールの素材がTPUを用いているなど、マイナーチェンジが施されている。アッパーは陸上競技用スパイクで用いるカーボン調の素材で軽量化を実現しているが、同素材は日本の帝人社が提供している。

### チューンドエア
エアマックスプラス1998年発売。エアの中に半球状のプラスチック樹脂材を組み合わせた「チューンドエア」を搭載。これにより少ないエアであっても高いクッショニング性と安定性を得ることとなった。アッパーは風に靡くヤシの木から着想を得たデザインとなっている。

### 360°エア
エアマックス360360°ビジブルエアを搭載した初のモデル。2006年1月21日、世界同時リリースされた。
エアマックス+2009ペバックスケージを用いていない、第2世代360°ビジブルエアを搭載したモデル。アッパーはメッシュ素材となっている他、AIR MAXとしては初のフライワイヤーを搭載したモデル。
エアマックス+2010前年同様、第2世代360°ビジブルエアが採用されているが、アッパーはフロントのメッシュ素材と後側のフライワイヤーをシームレスで接続する「No-Sew」テクノロジーが採用されている。
エアマックス+2011第2世代360°ビジブルエア採用。アッパーにハイパーフューズを用いた初のエアマックスである。
エアマックス+2013屈曲性をより重視し、さらなる軽量化を実現した第3世代360°ビジブルエアを搭載。インソールにはクッショニングをサポートする「FIT SOLE 2」が搭載されている。

### ヴェイパーマックスエア
エアヴェイパーマックス2017年3月発売。フォアフットからヒールまで、独立した9つのエアチャンバーを持ち、それらがミッドソールを介することなくアッパーと連結することが可能となった。すなわちミッドソールに用いるフォームの分、シューズはより軽量化され、さらに多くのエアを充填する事が可能となった。アッパーにはフライニットを用いることにとり、より柔軟な形状変化を実現している。

## 現在のエアマックス
エアマックス1の登場以降、さまざまなビジブルエア搭載シューズが登場することとなった。しかしエアマックス人気は衰えず、各モデルでカラーバリエーションを変え、ディテールやアッパー素材をマイナーチェンジさせながら、現在に至るまでナイキのインラインモデルの主力として販売を続けている。また世界各国のスニーカーブティックなどとのコラボレーションモデル、ハイブランドのコンセプトモデルなども数多く見受けられる。特に別注モデルともなると非常に入手困難であり、中には一足数十万円を超えるプレミアム価格がついているものも存在する。同じモデルとはいっても、例えばエアマックス1のように、時代に合わせてマイナーチェンジを繰り替えしてきた結果、少しずつ初版のエアマックスとはディテールが異なっていったものもある。例えばエアマックス1に関して言えば2016年、復刻するにあたり初版のディテールに忠実に再現する動きがナイキ社内で起こり、シュータンのパーツ数やミッドソールの高さ、ヒールボックスの形状や硬さなどを初版に限りなく近い形で再現した。使用する材質に関しては、顕微鏡レベルでオリジナルを研究したほどの拘りをみせた。この製品は2017年に、オリジナルカラーであるユニバーシティレッド、ユニバーシティブルーの2色展開で復刻するに至った。
そもそも当初のエアマックスはランニングシューズの最上位モデルに対して用いられた名称であるが、カーボンシャンク搭載の厚底ソールやNIKE REACT等、近年のソールクッショニング技術の進化に伴い、決して最上位モデルとは言い難い位置づけとなった。また、アッパーに求められるフィット感の進化、通気性の改善など、クッショニング以外にも重点が置かれるようになったため、ビジブルエアという概念は時代と共に決して革新的な技術ではなくなった。
現在のエアマックスはハイパフォーマンスなスポーツシューズというよりはカジュアルシューズのという側面が色濃く、ストリートシーンで幅広く愛されている一因となっている。

## エアマックスデー
発売日である3月26日は、「エアマックスデー」として世界各国でエアマックスの生誕を祝う行事が催されている。
2016年の「エアマックスデー」では「VOTE BACK」と題した、世界各国の歴代エアマックスの中から一足を投票し、一位を獲得したモデルが復刻されるというイベントが行われ、アトモスから2003年に発売された「エアマックス1アトモスエレファント」が一位を獲得し、2017年3月11日に世界中で復刻販売されるに至った。このモデルも、上述の通り発売直後から争奪戦状態となり、入手困難なモデルの一つとなっている。
日本においては、特に生誕30周年である2017年3月24日から26日にかけて、「エアマックスレボリューション」と題して上野東京国立博物館で盛大に生誕イベントが行われた。この際、前年とは打って変わり“未来の”エアマックスを提案し、投票する企画「VOTE FORWORD」が開催された。世界の主要都市（ニューヨーク、ロサンゼルス、ロンドン、パリ、上海、東京、ソウル）から様々なカルチャーシーンに影響を与えているデザイナーが12名選出され、各々がデザインしたエアマックスが発表された。それらのエアマックスはオンラインによる世界投票が行われたが、その際に1位となったSean Wotherspoonが手掛けたモデルが2018年3月に商品された。
2018年はエアマックスの次代を担う目的としてニューヨーク、ロンドン、メキシコシティ、アムステルダム、イスタンブール、モスクワ、上海、北京、東京、ソウルの6都市から、各都市をテーマとして新たなエアマックスのデザインを一般公募し、各国による一般投票により選出された上位各3名、計18名がオンラインによる世界投票を受けるという「NIKE ON AIR」という企画が催された。世界投票による各国一位のモデルは商品化され、2019年4月13日に発売された。
東京代表は宅万勇太（エアマックス１）、ニューヨーク代表はガブリエル・セラーノ（エアマックス98）、パリ代表はルー・マトゥロン（エア・ヴェイパーマックスプラス）、ソウル代表はグァン・シン（エアマックス97）、上海代表はキャッシュ・ルー（エアマックス97）、ロンドン代表はジャスミン・ラソード（エアマックス97）というラインナップである。

## MASTER OF AIR

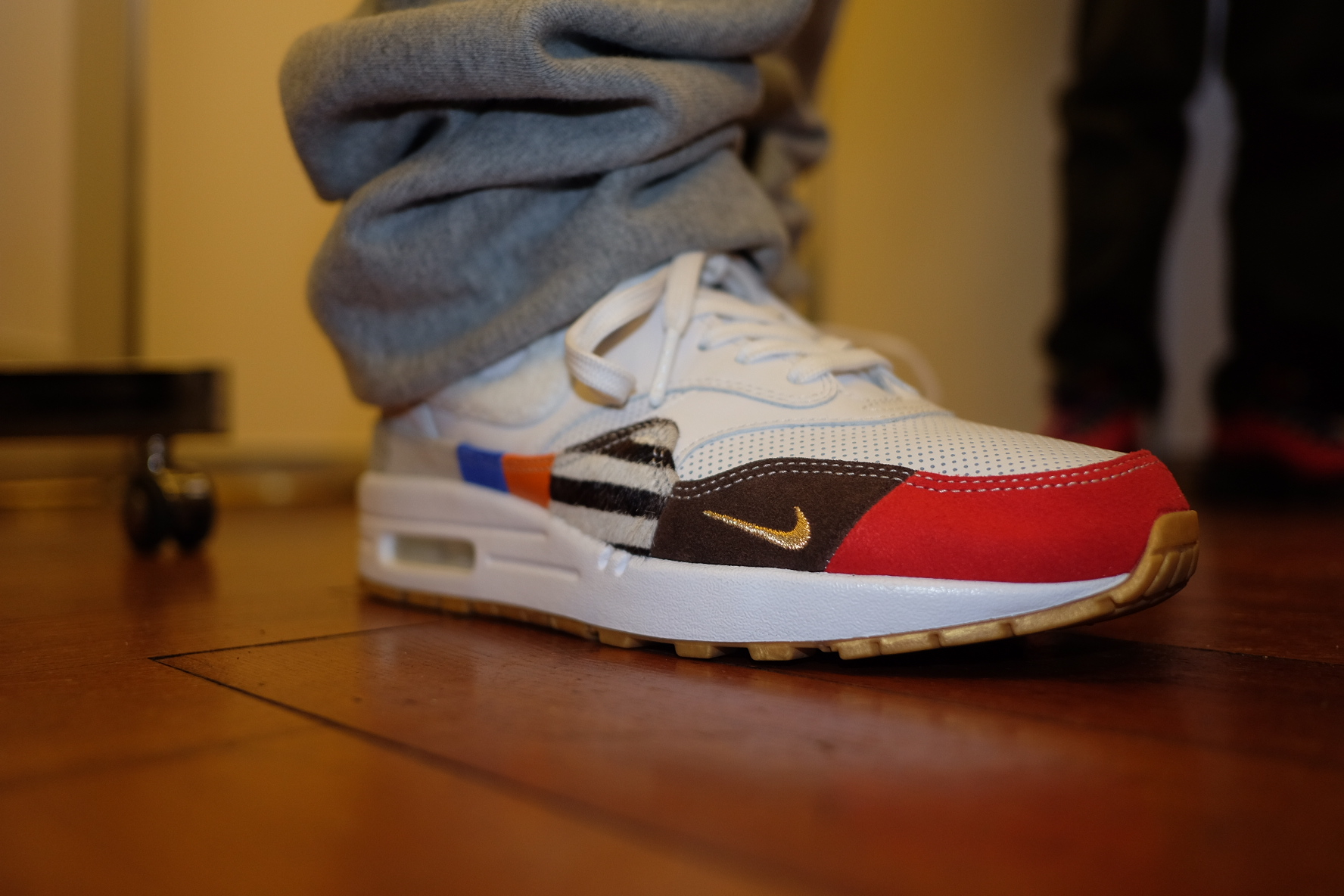
エアマックス1マスター

2016年、世界各国の主要都市から、9人のエアマックスコレクターがMASTER OF AIRとしてナイキから選出された。ラスベガスのANGELA、ロンドンのSTEVEY、メキシコシティのMAURICIO、プラハのDJ WICH、アムステルダムのCHANICA、東京のG-KEN、パリのLALLA、北京のKRYSION、ベルリンのICEBERGである。いずれもエアマックスに関して突出した所持数を誇り、中にはエアマックスのみで2000足以上所持している者もいる。